# Courtney Henggeler
Courtney Henggeler (Phillipsburg, Nueva Jersey, 11 de diciembre de 1978) es una ex actriz estadounidense de cine y televisión. Es conocida principalmente por su papel de Missy Cooper, hermana del personaje Sheldon Cooper, en la serie de televisión The Big Bang Theory, y como Amanda LaRusso, esposa de Daniel LaRusso, en la serie Cobra Kai. También ha realizado apariciones en populares series de televisión como Dr. House, Criminal Minds, NCIS y Melissa & Joey.

## Vida personal
En 2015 se casó con Ross Kohn, con quien tiene dos hijos. Courtney tiene ascendencia italiana, suizo-alemana, e irlandesa.

## Filmografía

### Cine
- 2003: The Bog Creatures
- 2005: The Legacy of Walter Frumm
- 2009: Two Dollar Beer
- 2010: True Love
- 2010: Peas in a Pod
- 2010: Wing Bitches
- 2011: Friends With Benefits
- 2012: Hitting The Cycle
- 2013: Kristin's Christmas Past
- 2017: Fixed
- 2017: Feed
- 2018: Nobody's Fool
- 2023: The Boys in the Boat[6]

### Televisión
- 2005: Dr. House (1 episodio)
- 2008: The Big Bang Theory (3 episodios)
- 2008: Criminal Minds (1 episodio)
- 2009: Roommates (1 episodio)
- 2009: NCIS  (1 episodio)
- 2009: Accidentally on Purpose (1 episodio)
- 2011: Working Class (3 episodios)
- 2011: Happy Endings (1 episodio)
- 2011: Melissa & Joey (1 episodio)
- 2017: Madres forzosas (1 episodio)
- 2014: Mom (1 episodio)
- 2018-2025: Cobra Kai